# Ctenoceridion inexpectatum
Ctenoceridion inexpectatum är en tvåvingeart som beskrevs av Loïc Matile och Duret 1987. Ctenoceridion inexpectatum ingår i släktet Ctenoceridion och familjen platthornsmyggor. Inga underarter finns listade i Catalogue of Life.